# Great Eastern Highway

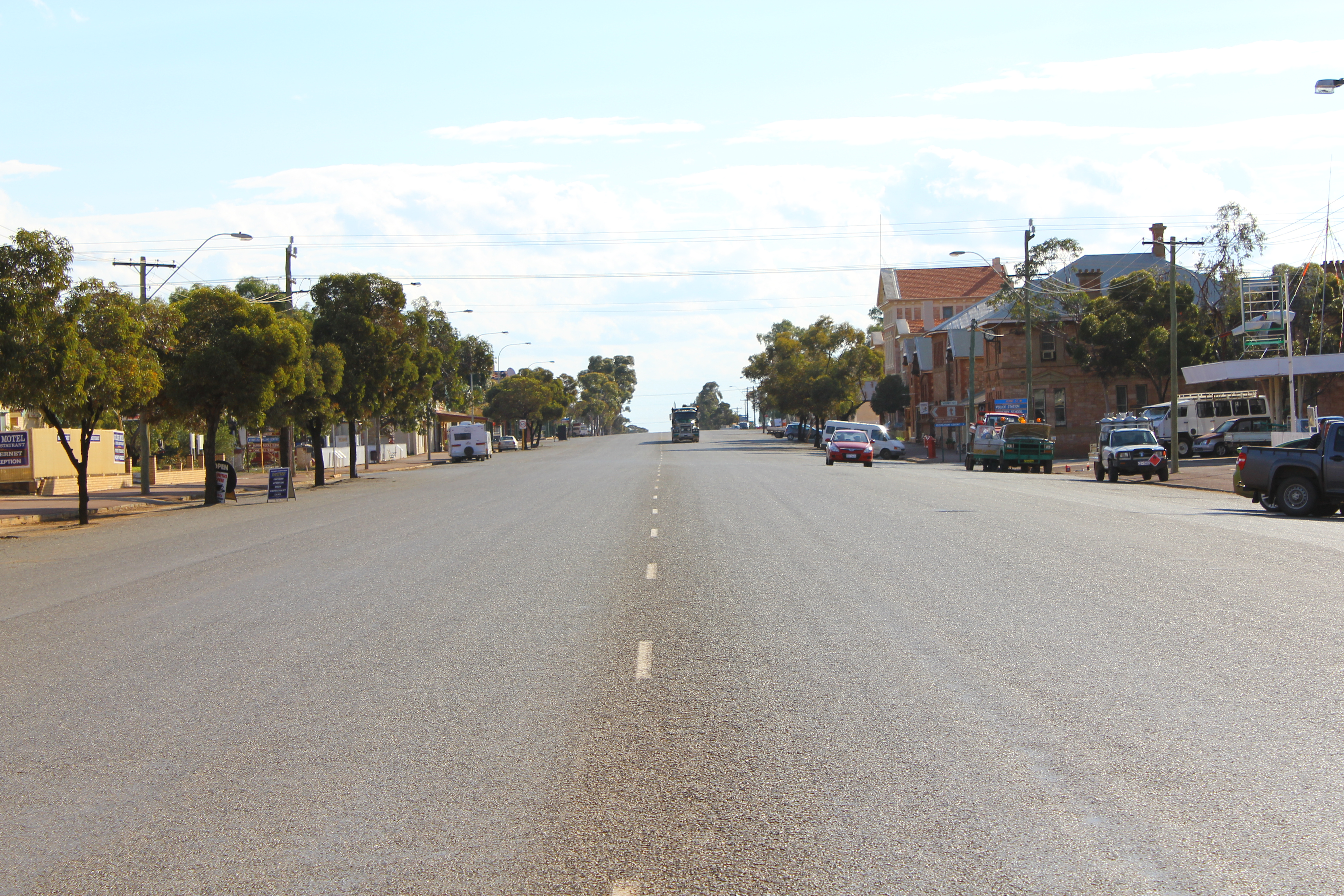
La Great Eastern Highway a Coolgardie

La Great Eastern Highway (Grande autostrada orientale) è un'autostrada dell'Australia occidentale di 590km  che collega la città di Perth con la città di Kalgoorlie.
É un percorso chiave per i veicoli stradali che accedono alla Wheatbelt orientale e a Goldfields, è la parte occidentale del collegamento stradale principale tra Perth e gli stati orientali dell'Australia. L'autostrada fa parte per la maggior parte della National Highway 94 (Autostrada Nazionale 94), sebbene l'allineamento attraverso la periferia di Perth a Guildford e Midland, e la sezione orientale tra Coolgardie e Kalgoorlie non siano incluse. Vari segmenti fanno parte di altri percorsi stradali, tra cui la Strada nazionale 1 (National Route 1), la Strada nazionale alternativa 94 (Alternative National Route 94) e la Strada statale 51.